# جولیانا مینوزو
جولیانا مینوزو (انگلیسی: Giuliana Minuzzo; ۲۶ نوامبر ۱۹۳۱ – ۱۱ نوامبر ۲۰۲۰) اسکی‌باز آلپاین اهل ایتالیا بود.